# Шукла, Видья Чаран
Видья Чаран Шукла (хинди विद्या चरण शुक्ला; 2 августа 1929, Райпур, Британская Индия —
11 июня 2013, Гургаон, Индия) — индийский государственный деятель, министр иностранных дел Индии (1990—1991).

## Биография
Родился в семье юриста и борца за независимость Индии Рави Шанкара Шуклы, который в период 1947—1956 гг. был главным министром Центральных провинций и Берара и Мадхья-Прадеш. Его старший брат Шьяма Чаран Шукла был также главным министром штата Мадхья-Прадеш.
Получил сельскохозяйственное образование в Моррис колледж и юридическое в Университете Нагпура со степенью бакалавра искусств. Работал ученым агрономом.
В 1957 г. был впервые избран депутатом Лок Сабхи (нижней палаты парламента) от Индийского национального конгресса (ИНК) и переизбирался до 1996 года.
В 1967—1977 гг. — государственный министр, в том числе в с 1975 г. — в министерстве информации и радиовещания, вызывал резкое неприятие оппозиции как пропагандист политики премьер-министра Индиры Ганди и за попытки ввести цензуру СМИ.
В середине 1980-х гг. выступил с критикой премьер-министра Раджива Ганди, став одним из лидеров оппозиционного Национального народного фронта, затем — Джаната дал.
- 1989—1990 гг. — государственный министр в кабинете Вишваната Пратап Сингха,
- 1990—1991 гг. — министр иностранных дел Индии.
- 1991—1996 гг. — министр по делам парламента и министр мелиорации (вернулся в ряды ИНК).
- 1999 г. — вновь вышел из ИНК и вступил в Индийскую народную партию. Являлся членом её Центрального комитета.
- 2003 г. — стал членом партии Националистического конгресса (Nationalist Congress Party), на после поражения на выборах в 2004 г. покинул и её ряды. Пытался вернуться в ряды ИНК, но это удалось ему лишь в 2007 г. после решения Сони Ганди.

Получил тяжелые ранения после нападения маоистов в штате Чхаттисгарх 25 мая 2013 г., в результате которого на месте погибли 24 человека, в том числе глава отделения ИНК в Чхаттисгархе Махендра Карма. Скончался от полученных ранений в июне того же года.